# Парламентські вибори у Ліхтенштейні 1957

Парламентські вибори у Ліхтенштейні проходили 1 вересня 1957 року.
Прогресивна громадянська партія отримала 8 місць з 15 місць Ландтагу. Тим не менш, було сформовано коаліційний уряд Прогресивної громадянської партії з Патріотичним союзом

## Результати
| Партія                          | Голосів | %    | Місць | +/– |
| ------------------------------- | ------- | ---- | ----- | --- |
| Прогресивна громадянська партія | 1 689   | 52,3 | 8     | 0 ▬ |
| Патріотичний союз               | 1 537   | 47,6 | 7     | 0 ▬ |
| Недійсних/порожніх бюлетенів    | 66      | —    | —     | —   |
| Всього                          | 3 292   | 100  | 15    | 0   |
| Зареєстрованих виборців/Явка, % | 3 525   | 93,4 | –     | –   |
| Джерело: Nohlen & Stöver        |         |      |       |     |